# Julie Brown
Julie Ann Brown (Van Nuys, 31 agosto 1958) è un'attrice, cantante e sceneggiatrice statunitense.
Negli anni ottanta si è fatta conoscere come attrice comica, nei ruoli di ragazza superficiale o in satire indirizzate verso cantanti (come Madonna).

## Biografia

### Infanzia
Brown nacque a Van Nuys, in California, figlia di Celia Jane McCanne e di Leonard Francis Brown. Dopo la scuola cattolica, si iscrisse alla Van Nuys Hig School e successivamente frequentò il Los Angeles Valley College.

### Carriera
Brown iniziò la sua carriera nei bar di Los Angeles dove spesso faceva delle battute sullo stereotipo delle ragazze superficiali. Spesso si stabiliva in alcune comunità gay. Brown provò anche a recitare in cortometraggi, uno di questi, "5 Minutes Miss Brown", era un fittizio resoconto della sua scalata al successo.
Brown cominciò a lavorare in televisione come guest star in un episodio di Happy Days. Dopo un breve ruolo nel film di Clint Eastwood Fai come ti pare, l'attrice Lily Tomlin la notò in un cabaret e le assegnò una parte nel film The Incredible Shrinking Woman. Altre brevi comparse di Brown furono in alcuni programmi come Laverne & Shirley, Buffalo Bill, I Jefferson e Newheart.
Nel 1984 incise il suo primo EP intitolato Goddess in Progress e venne subito notato e messo al successo dal Dr. Demento. Le canzoni  'Cause I'm Blond e The Homecoming Queen's Got a Gun ebbero grande successo.
Nel 1987 Brown incise il suo primo e ultimo album studio intitolato Trapped in the Body of a White Girl, nel quale ancora una volta metteva in ridicolo lo stereotipo di ragazza superficiale. I videoclip di alcune sue canzoni vennero trasmessi su MTV. Nel 1989, per tre anni, condusse il programma intitolato Just Say Julie in cui interpretava una esigente, regolatrice, pessimista e affascinante ragazza superficiale. Sempre nel 1989 partecipò al film Le ragazze della Terra sono facili.
Nel 1991 condusse lo show The Julie Brown Show e nel 1992 nello show The Edge. Nel 1992 fece il suo primo film da protagonista intitolato Medusa: Dare to Be Truthful (una parodia sulla vita di Madonna). Dal 2000 al 2001 creò la sitcom Strip Mall, in cui vi recitò anche come protagonista.
Nel 2005 registrò il suo nuovo singolo intitolato I Want to Be Gay. Nel 2008 scrisse e partecipò al film Camp Rock insieme ai The Jonas Brothers e a Demi Lovato. Sempre nello stesso anno registrò la canzone The Ex-Beauty Queen's Got a Gun in formato digitale. Questa canzone era un "sequel" di The Homecoming Queen's Got a Gun con dei riferimenti a Sarah Palin.

### Vita privata
Nel 1983 sposò lo scrittore e attore Terrence E. McNally, ma il matrimonio durò solo sei anni. Nel 1994 sposò Kenneth Rathjen, e insieme ebbero un figlio. Tredici anni dopo i due divorziarono.

## Discografia

### Album
- 1984: Goddess in Progress
- 1987: Trapped in the Body of a White Girl
- 2010: Smell the Glamour

### Singoli
- 1984: I Like 'em Big and Stupid
- 1987: Trapped in the Body of a White Girl
- 1987: Girl Fight Tonight!
- 2005: I Want to Be Gay
- 2008: The Ex-Beauty Queen's Got a Gun
- 2009: The Art of Being Fabulous
- 2010: Another Drunk Chick
- 2010: Big Clown Pants

## Filmografia parziale

### Attrice
- Fai come ti pare (Any Which Way You Can), regia di Buddy Van Horn (1980)
- The Incredible Shrinking Woman, regia di Joel Schumacher (1981)
- Compleanno in casa Farrow (Bloody Birthday), regia di Ed Hunt (1981)
- Scuola di polizia 2: Prima missione (Police Academy 2: Their First Assignment), regia di Jerry Paris (1985)
- Le ragazze della Terra sono facili (Earth Girls Are Easy), regia di Julien Temple (1988)
- I visitatori del sabato sera (The Spirit of '76), regia di Lucas Reiner (1990)
- Colpo doppio (Timebomb), regia di Avi Nesher (1991)
- Shakes the Clown, regia di Bobcat Goldthwait (1991)
- Le regole del gioco (The Opposite Sex and How to Live with Them), regia di Matthew Meshekoff (1992)
- Ragazze a Beverly Hills (Clueless), regia di Amy Heckerling (1995)
- Plump Fiction, regia di Bob Koherr (1997)
- Daybreak, regia di Jean Pellerin (2000)
- The Trip, regia di Miles Swain (2002)
- Il sogno di Calvin (Like Mike), regia di John Schultz (2002)
- Fat Rose and Squeaky, regia di Sam Irvin (2006)
- Boxboarders!, regia di Rob Hedden (2007)

### Sceneggiatrice
- Just Say Julie (1989)
- In viaggio nel tempo (Quantum Leap) – serie TV, episodi 2x20 (1990)
- The Edge – serie TV, 20 episodi (1992-1993)
- Clueless – serie TV, 8 episodi (1996-1999)

## Doppiatrici italiane
- Lorenza Biella in: Ragazze a Beverly Hills, Big Time Rush
- Barbara Castracane in: Le ragazze della Terra sono facili
- Ida Sansone in: I visitatori del sabato sera
- Francesca Fiorentini in: Camp Rock

Da doppiatrice è sostituita da:
- Mavi Felli in: Animaniacs